# Turma da Savassi
A Turma da Savassi era formada por um grande número de rapazes que se encontravam, nos anos 1950 e 60, em frente à Padaria Savassi, em Belo Horizonte. Seus componentes pertenciam a diversas classes sociais, o que dava à turma um "passaporte" para frequentar os mais diversos ambientes. Quando isso não funcionava, a ordem era "penetrar", ou seja, entrar nas festas apenas com a cara e a coragem. O compositor Pacífico Mascarenhas, membro da turma, escreveu o seu hino, cantado em ritmo de samba de breque. A letra usa as gírias da época.
Vários expoentes da vida intelectual mineira passaram pela Turma da Savassi, como Pacífico Mascarenhas, Ivo Pitanguy, Fernando Sabino e Hélio Pellegrino.